# Reckoning Night
Reckoning night è il quarto album del gruppo musicale finlandese Sonata Arctica, uscito alla fine del 2004.

## Il disco
L'album è stato preceduto dal singolo Don't Say a Word. Sono presenti canzoni heavy con largo uso di chitarre e ritmi speed (Misplaced, Don't Say a Word), come pure un ballata basata su tastiera (Shamandalie).
La copertina ed il booklet sono stati disegnati da Janne "ToxicAngel" Pitkänen sotto la direzione di Tony Kakko. I disegni illustrano parti di canzoni: il veliero ed il faro fanno parte di White Pearl, Black Oceans..., la marionetta di The Boy Who Wanted to Be a Real Puppet, i lupi di Ain't Your Fairytale, il fuoco di Wildfire.
Il chitarrista Jani Liimatainen in un'intervista ha dichiarato, riguardo all'album: "Si tratta del nostro lavoro più maturo, pesante, progressivo ed oscuro che abbiamo mai realizzato. Siamo molto soddisfatti anche della produzione che ha dato risalto al lavoro svolto dalle chitarre, che risultano molto compatte ed aggressive".

## Tracce
Testi e musiche di Tony Kakko, fatta eccezione dove indicato.
1. Misplaced – 4:45
2. Blinded No More – 5:36
3. Ain't Your Fairytale – 5:28
4. Reckoning Day, Reckoning Night – 3:23
5. Don't Say a Word – 5:51
6. The Boy Who Wanted to Be a Real Puppet – 4:47
7. My Selene – 5:31 (Jani Liimatainen)
8. Wildfire – 4:39
9. White Pearl, Black Oceans... – 8:49
10. Shamandalie – 4:07
11. Wrecking the Sphere – 7:02 – Traccia bonus nella versione giapponese e coreana
12. Jam – 2:51 – Traccia nascosta
13. World in My Eyes (Depeche Mode cover) – 4:04 (Martin Lee Gore) – Traccia bonus nella versione messicana
14. Two Minds, One Soul (Vanishing Point cover) – 3:56 (Vanishing Point) – Traccia bonus nella versione messicana

## Formazione
- Tony Kakko - voce
- Jani Liimatainen - chitarra
- Tommy Portimo - batteria
- Marko Paasikoski - basso
- Henrik Klingenberg - tastiera

Parti parlate
- Nik Van-Eckmann - voce maschile nelle tracce 5, 8, 9

Altri musicisti
- Sonatarmeija-Wilderness Choir - cori

Produzione
- Prodotto da Ahti Kortelainen presso i Tico Tico Studios
- Mixato da Mikko Karmila presso lo studio Finnxvox